# Bataille du cap Palos (1758)
Pour les articles homonymes, voir Bataille du cap Palos.
Conflits algéro-hispaniques
La bataille du cap Palos est un engagement naval qui eut lieu entre les 9 et 10 juin 1758, durant les guerres hispano-barbaresques. Une escadre espagnole composée de trois navires de guerre intercepta une escadre algérienne de deux navires de guerre escortant un navire capturé. Après un combat prolongé, le vaisseau amiral d’Alger se rendit. Son compagnon échappa à la bataille, mais fit naufrage, tandis que le navire capturé parvint à s’enfuir. Le vaisseau amiral d’Alger coula à cause des dégâts, mais plusieurs prisonniers furent faits et des esclaves chrétiens furent libérés.

## Contexte
Depuis le XVIe siècle, les corsaires barbaresques représentaient un problème pour les pays chrétiens de la Méditerranée, et plus tard de l’Atlantique, attaquant leurs navires et les villages côtiers lors de raids à la recherche d’esclaves et de marchandises. Cela constituait une part importante de l’économie des États barbaresques, vassaux autonomes de l’Empire ottoman. Pour l’Espagne, les corsaires de la Régence d'Alger représentaient un problème constant sur la côte sud de l’Espagne et dans le Levant espagnol.
Après le traité d'Aix-la-Chapelle de 1748, l’Espagne entra en paix, et Zenón de Somodevilla, marquis de la Ensenada se concentra dès lors sur la menace barbaresque, afin de maintenir la marine espagnole active. Deux divisions navales furent envoyées pour patrouiller en permanence la côte des Barbaresques, réussissant à contenir les corsaires et à maintenir les marins espagnols en activité.
Pendant ces patrouilles, il y eut essentiellement des escarmouches entre bâtiments légers, jusqu’à ce qu’en 1751 une bataille ait lieu entre deux vaisseaux de ligne espagnols et deux vaisseaux de ligne algériens au cap Saint-Vincent. Lors de cet affrontement, le navire amiral algérien, appelé Danzik, fut détruit, et son escorte, appelée Castillo Nuevo, prit la fuite et devint le nouveau navire amiral d’Alger. Après cet événement, les Espagnols poursuivirent le nettoyage de la zone des corsaires algériens, de nouveaux accrochages mineurs ayant lieu, jusqu’à ce qu’en 1758 une autre bataille ait lieu, impliquant de grands navires, parmi lesquels le Castillo Nuevo.

## Déroulement
Le 2 juin 1758, trois navires espagnols quittèrent Carthagène sous le commandement du capitaine Isidoro García del Postigo pour patrouiller la côte et repousser les navires algériens. Il s’agissait de trois vaisseaux de ligne de 68 canons nommés Soberano, Vencedor et Héctor, commandés respectivement par le capitaine García del Postigo, le capitaine Francisco Tilly et le capitaine Fernando del Campillo. Le chef de la division espagnole était García del Postigo.
À huit heures du matin, le 9 juin, près du cap Palos, les Espagnols repérèrent trois navires suspects et commencèrent la poursuite afin de les identifier. À deux heures de l’après-midi, le navire algérien capturé, se détacha du groupe et s’enfuit vers le SSE, tandis que les navires de guerre algériens virèrent au nord et hissèrent une heure plus tard le pavillon d’Alger, prêts à couvrir sa retraite. Il s’agissait du vaisseau de ligne de 60 canons Castillo Nuevo (navire amiral) et de la frégate de 40 canons Caravela, commandés respectivement par l’arráez. Mahamoud Rais et le renégat Achí Mustafá. Les Espagnols hissèrent des pavillons britanniques sur leurs navires pour tenter de s’approcher, bien que la ruse se soit révélée inutile en raison de l’attitude combative des Algériens.
À quatre heures et demie de l’après-midi, les navires espagnols et algériens étaient à portée, si bien que les Espagnols hissèrent leur propre pavillon et commencèrent le combat. Bientôt, la Caravela se détacha du Castillo Nuevo et prit la fuite, poursuivie par le Héctor. Le combat se divisa alors en deux volets : le Soberano et le Vencedor contre le Castillo Nuevo, et le Héctor contre la Caravela.
Le Soberano et le Vencedor maintinrent une certaine distance du Castillo Nuevo, profitant de la plus grande portée et de la puissance de feu de leurs canons pour l’attaquer. Toutefois, cela prolongea la bataille en raison de la faible puissance d’impact des projectiles, et de la résistance acharnée des Algériens. Les Espagnols utilisèrent d’abord des boulets pleins, puis de la mitraille, afin de ne pas trop endommager la coque du Castillo Nuevo et pouvoir le capturer. À onze heures du soir, le navire algérien était complètement démâté, et à minuit les Espagnols cessèrent le feu pour se reposer. Finalement, à une heure du matin, il se rendit. À l’aube, les Espagnols envoyèrent des chaloupes pour évacuer les survivants algériens du navire, qui coulait inexorablement à cause des dommages reçus durant le combat. Les Algériens comptaient plus de 100 morts au combat, 44 noyés et 306 prisonniers, dont Mahamud Raïs et trois officiers. 53 esclaves chrétiens — néerlandais, allemands et un Irlandais — furent libérés. Les pertes espagnoles à bord des deux navires furent minimes : 2 morts, 11 blessés et quelques contusions. Selon l’historien espagnol Cesáreo Fernández Duro (en), ce faible nombre de pertes espagnoles s’explique par la mauvaise utilisation de l’artillerie par les corsaires.
D’autre part, le Héctor avait poursuivi la Caravela jusqu’à atteindre la côte même de Barbarie. À partir de cinq heures et demie de l’après-midi, il l’attaqua avec ses canons de proue pour la stopper, tandis que la frégate fuyait et répondait à l’attaque. Bientôt, le navire algérien fut démâté et bloqué contre la côte, mais à ce moment-là, un grain venu du nord-est obligea le navire espagnol, endommagé dans son gréement, à se séparer de son adversaire, qu’il ne revit plus. Le Héctor ne compta qu’un blessé et quelques contusions.
Lorsque les trois navires espagnols se retrouvèrent, ils entamèrent la recherche de la Caravela. Les recherches se prolongèrent jusqu’au 12 juin, date à laquelle ils trouvèrent une épave près d’Alhucemas, supposant ainsi sa perte. Quant au navire capturé qui avait réussi à s’échapper, les Espagnols apprirent par les esclaves libérés qu’il s’agissait d’un navire de Hambourg, chargé d’une riche cargaison, capturé auparavant par les Algériens, ce qui expliquait pourquoi les navires de guerre algériens avaient été sacrifiés.
Les navires espagnols dépensèrent beaucoup de munitions durant la bataille, les tirs ayant été effectués à distance, mais cela permit de démâter les navires algériens. L’historien espagnol Rodríguez González considère comme impossible que la frégate ait survécu après avoir subi autant de dégâts. Il estime également que, malgré la supériorité espagnole, la victoire obtenue par García del Postigo est remarquable en raison du faible nombre de pertes et de l’efficacité de l’attaque à distance, ce qui justifie la dépense en munitions. L’historien attribue le même mérite au vaisseau de ligne pour avoir poursuivi une frégate, généralement plus rapide et plus maniable.

## Conséquences
Avec cette bataille, les Espagnols détruisirent le troisième navire amiral d’Alger au XVIIIe siècle ; le second avait été le Danzik mentionné plus haut en 1751, et le premier, un vaisseau de ligne de 60 canons, avait été détruit en 1732. Bien que cette victoire espagnole, comme d'autres, n’ait pas mis fin aux raids des corsaires algériens, ceux-ci commencèrent à décliner à cette époque en raison des mesures prises par le gouvernement espagnol pour développer la marine et encourager les corsaires espagnols.
Par la suite, le roi d'Espagne Charles III chercha à résoudre le problème avec la Régence d’Alger, tant par des moyens militaires que diplomatiques. En 1775, il envoya une expédition contre Alger qui échoua. En 1778, une tentative de négociation échoua également, et en 1782, Alger ne se joignit pas au traité signé entre l’Espagne et l’Empire ottoman. Face à ce refus, l’Espagne lança une nouvelle expédition punitive contre Alger en 1783, puis en 1784. En 1785, alors qu’une autre expédition espagnole était en préparation, Alger décida de conclure un accord avec le gouvernement espagnol, signant en 1786 un traité qui mit fin aux activités des corsaires.

## Sources
- (es) Agustín Ramón Rodríguez González, « El gasto de municiones en la destrucción del Castillo Nuevo », Biblioteca Digital de la Universidad CEU San Pablo, Madrid, España,‎ 2001, p. 761–765
- (es) Cesáreo Fernández Duro, Armada española desde la unión de los reinos de Castilla y Aragón, vol. VI, Madrid, España, Instituto de Historia y Cultura Naval, 1900 (lire en ligne)
- (es) Maximiliano Barrio Gozalo, « Los cautivos españoles en Argel durante el siglo ilustrado », Cuadernos Dieciochistas, Ediciones Universidad de Salamanca, Salamanca, España, no 4,‎ 2003, p. 135–174